# Jenő Elefánt
Jenő Elefánt oder Elefant (* 30. April 1899 vermutlich in Großwardein; † 26. Februar 1945 im Konzentrationslager Mauthausen) oder (* 5. Juli 1897 vermutlich in Großwardein; † 20. Dezember 1944 im Konzentrationslager Mauthausen) war ein siebenbürgischer Maler der Klassischen Moderne.

## Leben
Jenő Elefant stammte aus Großwardein aus einer jüdischen Familie. Entschlossen, Malerei zu studieren, schrieb er sich im jungen Alter nach dem Ende des Ersten Weltkrieges für ein Jahr, von 1918 bis 1919, an der Ungarischen Akademie der Bildenden Künste in Budapest ein. Von der Kunst der Künstlerkolonie Baia Mare angetan, entschloss sich Elefant im Jahr 1922 dahin zu reisen und seinen Stil unter den dortigen Meistern zu entfalten.
Als 1932 die Asociația Artelor Frumoase in seiner Heimatstadt gegründet wurde, nahm auch er an der Gründungsversammlung teil, u. a. mit Imre Földes, Ernő Grünbaum, Nicolae Irimie, Alex Leon und Alfred Macalik.
In den folgenden Jahren wurden auch seine Werke in den von der Asociația Artelor Frumoase organisierten Ausstellungen gezeigt, die im Rahmen der Großwardeiner Herbst- und Sommersalons stattfanden. Mit dem Aufkommen des Nationalsozialismus war er zunehmend Repressionen ausgesetzt. Schließlich wurde er mit seinem Malerkollegen Ernő Grünbaum in das Konzentrationslager Mauthausen deportiert und verstarb dort. Bedingt durch den Holocaust wurden einige seiner Werke zerstört und Elefant geriet daher in Vergessenheit.